# Robert Ritter
Robert Ritter (ur. 14 maja 1901 w Akwizgranie, zm. 15 kwietnia 1951 we Frankfurcie nad Menem) – niemiecki psychiatra, nazistowski badacz Cyganów, aktywnie biorący udział w ich eksterminacji.

## Życiorys
Ukończył studia medyczne ze specjalizacją psychiatryczną. Od 1932 r. był asystentem w klinice psychiatrycznej w Tybindze, gdzie rok później objął stanowisko ordynatora. W 1936 został kierownikiem Rassenhygienische und Bevölkerungsbiologische Forschungsstelle (Zakład Badawczy ds Higieny Rasowej i Biologii Społeczeństwa) w Berlinie, a rok później habilitował się na bazie publikacji Ein Menschenschlag (Gatunek ludzki). Od 1941 r. był kierownikiem Instytutu Biologii Kryminalnej Policji Bezpieczeństwa w Berlinie. Od połowy 1944 r. mieszkał w Tybindze, gdzie wykładał biologię kryminalną na tamtejszym uniwersytecie.
Po objęciu władzy w Niemczech przez Hitlera, Ritter zaangażował się w badania służące m.in. opracowaniu sposobów identyfikacji oraz wyłapywaniu osób urodzonych w mieszanych małżeństwach niemiecko-cygańskich, żydowsko-cygańskich, w niewielkim stopniu także niemiecko-żydowskich. W swoich ówczesnych pracach naukowych, poświęconych głównie Cyganom, uzasadniał tezy, iż Cyganie, a także osoby mające choćby częściowe pochodzenie cygańskie, są całkowicie patologiczne, kryminogenne i upośledzone umysłowo, przy czym wynika to z uwarunkowań genetycznych, a nie np. socjalnych czy ekonomicznych. Głównym wnioskiem jego badań było, że osoby takie należy usunąć ze społeczeństwa niemieckiego, podobnie jak psychicznie chorych. (zob. Akcja T4)
W opisie projektu „Naukowe badania dziedziczności na kryminalistach, włóczęgach i cyganach” dla Niemieckiego Komitetu Badań Naukowych (niem. Deutsche Forschungsgemeinschaft, DSG), pisał:

Wewnątrz ciała narodu niemieckiego od wieków płodzi się aspołecznych psychopatów i kryminalistów, których niska wartość w żadnym razie nie ustępuje rzece chorych psychicznie i wariatów, których zaburzenia są dziedziczne. (...) Ujęcie jednostkowe materiału obejmującego dziesiątki tysięcy indywiduów będzie kontynuowane.

Kierował on szeregiem programów badawczych, w których oprócz pomiarów antropologicznych, prowadzono także akcję wyłapywania Cyganów oraz osób mieszanej narodowości i umieszczania ich w specjalnych obozach, a później w obozach koncentracyjnych. Jego badania były także podstawą akcji sterylizacji Cyganów, jako niewartościowych rasowo. Badania prowadził także w obozach koncentracyjnych, m.in. w Dachau.
Po zakończeniu wojny Ritter kontynuował karierę akademicką. W 1947 r. mianowano go lekarzem miejskim we Frankfurcie nad Menem oraz kierownikiem tamtejszego prewentorium dla chorych umysłowo, a także urzędu ds pomocy młodzieży. Miał też prywatną praktykę lekarską jako biegły sądowy.